# Fortim do Quicombo
O Fortim do Quicombo (ou Kikombo) localiza-se na baía de Quicombo, na comuna de Quicombo, no município de Sumbe, ao sul da província de Cuanza Sul, em Angola.

## História
Esta fortificação inscreve-se no período de ocupação Neerlandesa de Luanda e subsequente reconquista Portuguesa. Foi erguida pelas forças da esquadra de socorro do Governador de Angola, Francisco de Souto-Maior (1645-1646), em 1645 e reformada em 1648 pelas da esquadra de Salvador Correia de Sá e Benevides, que daí partiram para a reconquista de Luanda.
Este fortim também está ligado ao tráfico de escravos, uma vez que funcionou como entreposto para o embarque de escravos capturados no interior, servindo como defesa contra os ataques dos nativos que resistiam à ocupação do território e sobretudo contra o tráfico.
As ruínas de Quicombo foram classificadas como Monumento Nacional pelo Decreto Provincial n° 21, de 2 de Janeiro de 1924.
Dele restava apenas um baluarte em 1956. Actualmente encontra-se relativamente bem conservado.
De propriedade Estatal, encontra-se afecto ao Ministério da Cultura de Angola.